# بغلاموكشي
بغلاموكشي (بالسنسكريتية: बगलामुखी)‏، هي واحدة من عشرة إلهات تتترية في الهندوسية يُجسِّدنَ المهافديا (الحكمة/العلم الجليل). وتختص الديفي بغلاموكشي بهدم المفاهيم الخاطئة والأوهام التي يعتقدها المُتدين أو أعداء هذا الأخير بهراوتها. واسمها يحمل معنى اللجم وكبح الجماح.